# Papamosques de Muttui
El papamosques de Muttui (Muscicapa muttui) és una espècie d'ocell de la família dels muscicàpids (Muscicapidae). És una espècie nidificant al nord-est de l'Índia, el centre i el sud de la Xina i el nord de Myanmar i Tailàndia, i migra al sud de l'Índia i Sri Lanka. El seu estat de conservació es considera de risc mínim.
El nom específic de Muttui fa referència a Muttui (fl. 1850) criat, caçador i col·leccionista singalès d'Edgar Leopold Layard.